# Искусство Древней Греции

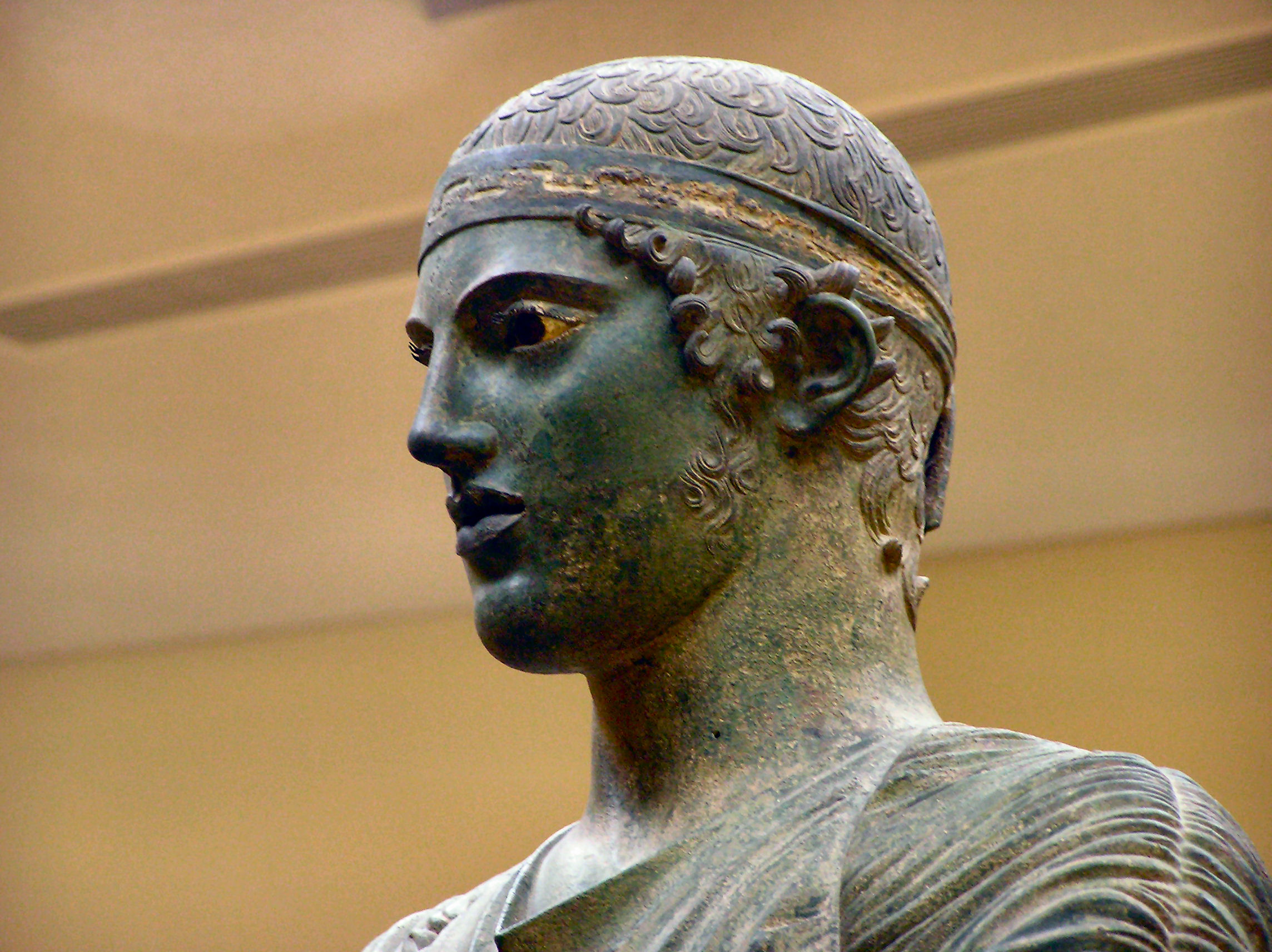
«Дельфийский возничий», ок. 475 г. до н. э., Археологический музей, Дельфы. Один из немногих сохранившихся оригиналов античной бронзы

Искусство Древней Греции — период в истории европейского искусства, охватывающий время примерно с 1050 года до н. э. до эпохи Римской империи. Характерно для Древней Греции, её колоний, части Скифии и эллинистического побережья Передней Азии.

## Периодизация древнегреческого искусства
- предшествующий период — Эгейское искусство (Крито-Микенское искусство) — XXX в. до н. э. — XII в. до н. э.
- Ахейско-минойское искусство

1. Геометрический период («Гомеровская Греция») — ок. 1050 г. до н. э.— VIII в. до н. э.
  1. Протогеометрика (Субмикенский период) — ок. 1050 г. до н. э.— ок. 900 г. до н. э.
  2. Геометрика (расцвет) — ок. 900 г. до н. э.— ок. 750 г. до н. э.
  3. Поздний геометрический период (Дипилон) — ок. 750 г. до н. э.— нач. VII в. до н. э.
2. Архаический период — VII в. до н. э.— нач. V в. до н. э.
  1. Ранняя архаика — нач. VII в. до н. э. — 570-е гг. до н. э.
  2. Зрелая архаика — 570-е гг. до н. э. — 525-е гг. до н. э.
  3. Поздняя архаика — 525-е гг. до н. э. — 490-е гг. до н. э.
3. Классический период — V в. до н. э.— сер. IV в. до н. э.
  1. Ранняя классика («Строгий стиль») — 1-я пол. V в. до н. э.
  2. Высокая классика — 2-я пол. V в. до н. э.
  3. Поздняя классика — IV в. до н. э.
4. Эллинистический период — сер. IV в. до н. э. — I в. до н. э.
  1. 334—281 гг. до н. э.— образование империи Александра Македонского и её распад в результате войн диадохов;
  2. 280 г. до н. э.— середина II в. до н. э.— период зрелости эллинизма развивался в последнее столетие существования.
  3. Середина II в. до н. э. — 30 г. до н. э. — период упадка эллинизма и его гибели.

### Характеристика периодов

#### Эпоха геометрики

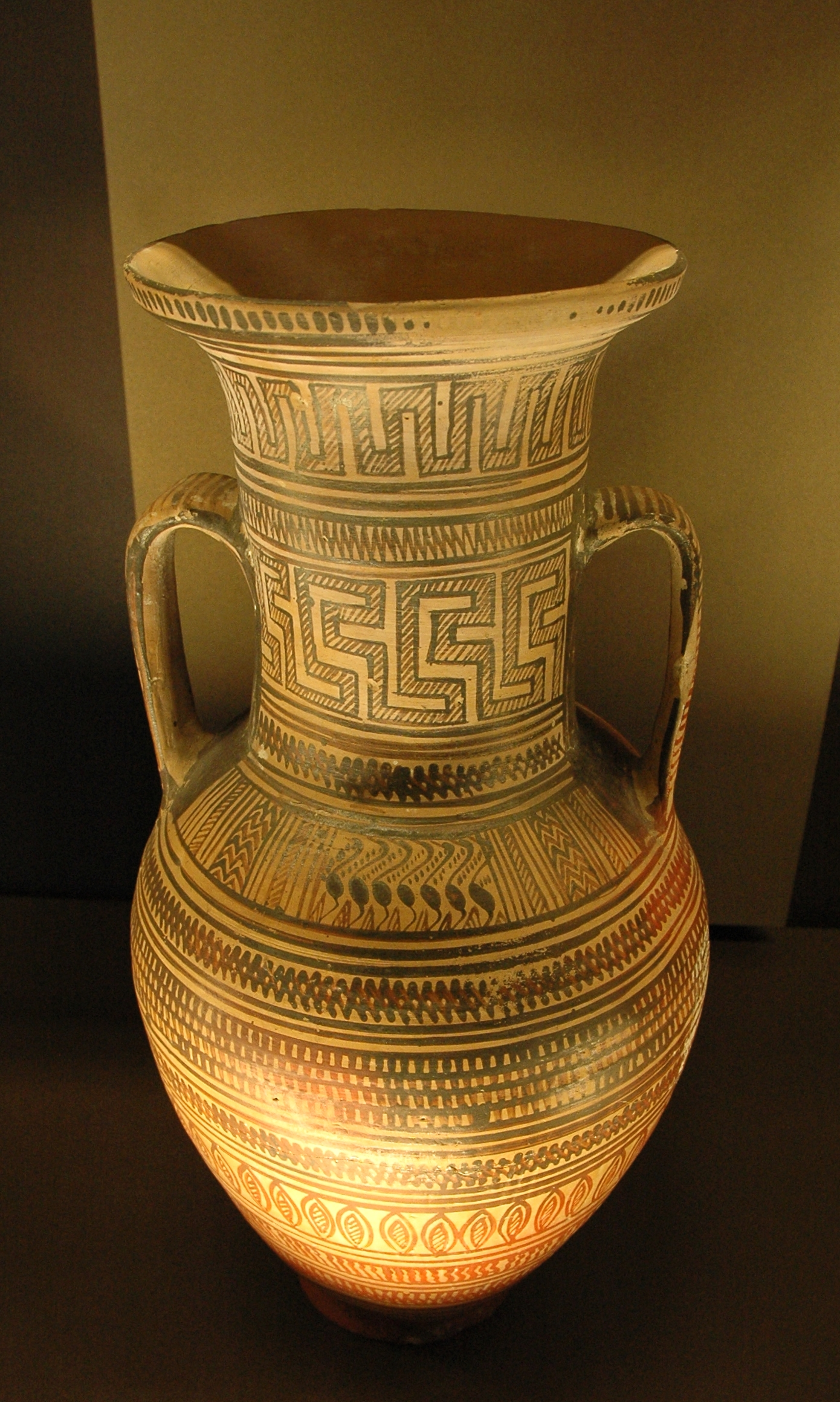
Амфора в позднем геометрическом стиле, ок. 725—700 гг. до н. э., Лувр

- Эпоха получила название по виду вазописи.

Для древнегреческой культуры этого периода характерна связь с культурой ахейцев и, через них — с крито-микенским искусством. Несмотря на то, что поселения и ремесленные центры остаются на тех же географических местах (например Микены, Аргос), прямым продолжением эгейской культуры геометрику считать нельзя.
В этот период идёт процесс ученичества, базирующегося на эгейском и древневосточном наследии. Новые племена, пришедшие на полуостров, начинают заново, используя то, что было оставлено на занятых территориях предшественниками. В архитектуре эллины геометрического периода начинают с нуля — с сырцового кирпича (предшествующему периоду была свойственна циклопическая кладка). Мегарон эволюционирует из дворца в храм: на месте старых мегаронов появляются новые греческие святилища, повторяющие их типологию. Характерна сырцово-деревянная архитектура с перекрытиями вальмового типа (четырёхскатная крыша). Постройки, как правило, прямоугольные, узкие и вытянутые, могли раскрашиваться.
- Храм Аполлона Карнейского на о. Фера — создан на основе существовавшего ранее мегарона.
- Храм Артемиды Орфии в Спарте.
- Храм Аполлона в Фермосе (Ферме).

постепенно развивается типология храма: уже есть и наос, и пронаос.
Лучше всего представлена живопись, давшая название периоду. Её стиль отталкивается от геометризированности, свойственной поздней эгеике. В протогеометрике начинают использоваться инструменты — циркуль, линейка. В расцвет геометрики превалируют в основном закрытые сосуды, вся поверхность которых покрывается геометрическим орнаментом. Начинают формироваться специфически греческие черты: регистровость росписи, а также узоры — меандры, зубцы, треугольники, волны, сетки.

##### Поздняя геометрика

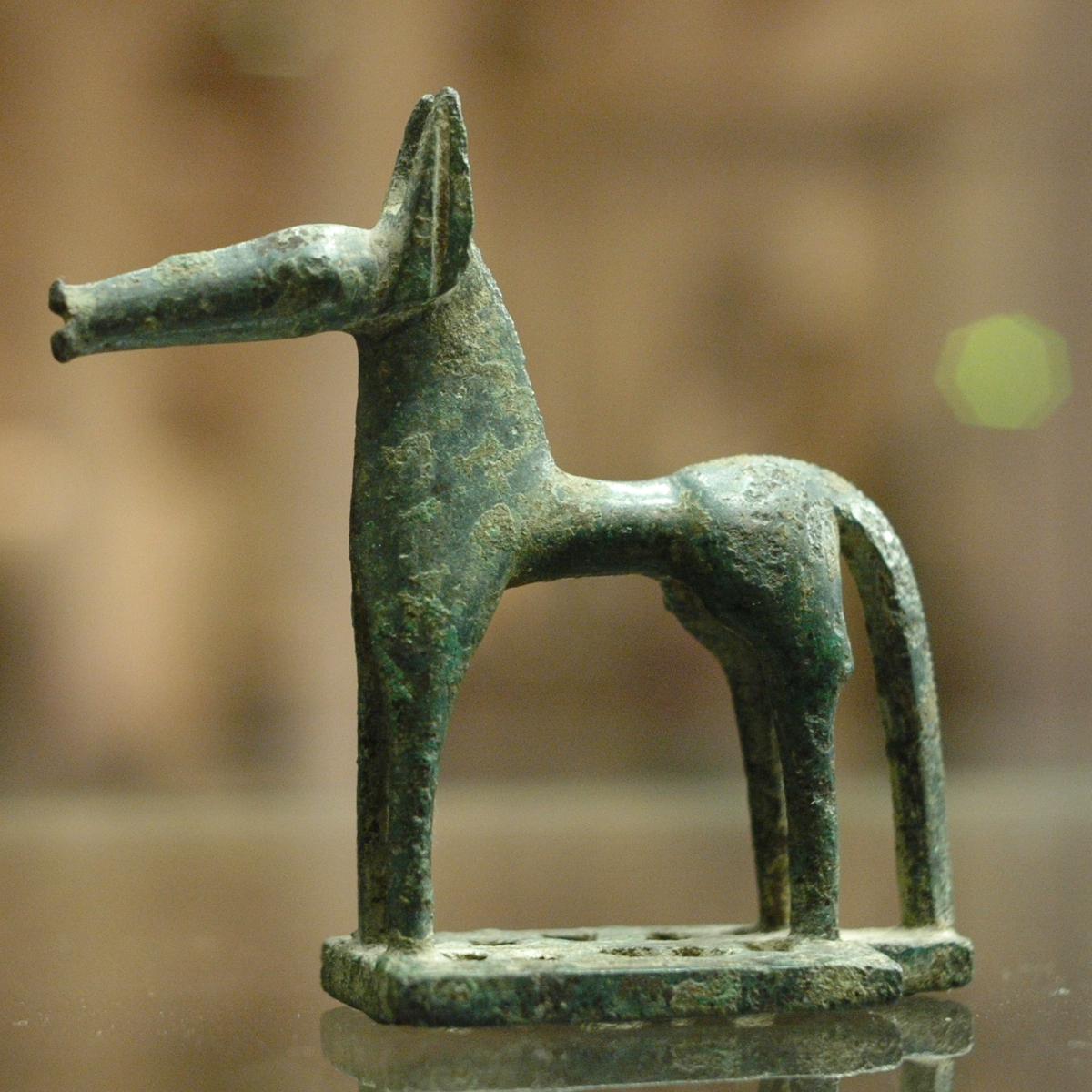
Конь, бронза, Олимпия, ок. 740 г. до н. э. Лувр

Эпоха поздней геометрики получила название «дипилонской» по сосудам и фрескам, найденным у Дипилонских ворот в Афинах. Начинают делать ленточные вставки на наиболее ответственных чертах, использовать большие фигуративные композиции, появляются изображения геометризированных животных. Улучшается качество гончарных изделий, появляются крупные формы. Центры — в Аргосе, Беотии, Аттике. Росписи осуществляются с использованием коричневого лака (наследие ахейцев). В поздний период начинают добавлять пурпур и белила. В рисунках появляется т. н. ковровое решение.
Изображения человека выполняются практически по древнеегипетскому канону. Очень любят изображение коней. Появляется лощение поверхности ваз — проходят жидким разбавленным лаком, получая розовато-золотистый цвет. Направлению свойственна рафинированная стилистика, повышенная тектоничность, замечательное пропорционирование.
Крупных скульптур не сохранилось. Малые формы принято разделять на несколько стилей:
- стиль «тулово» — массивные статуэтки, камень, терракота, расписаны в геометрическом стиле
- стиль «вытянутых конечностей» — металл, большая привязанность к реальным пропорциям.

#### Архаический период (VII—VI вв. до н. э.)

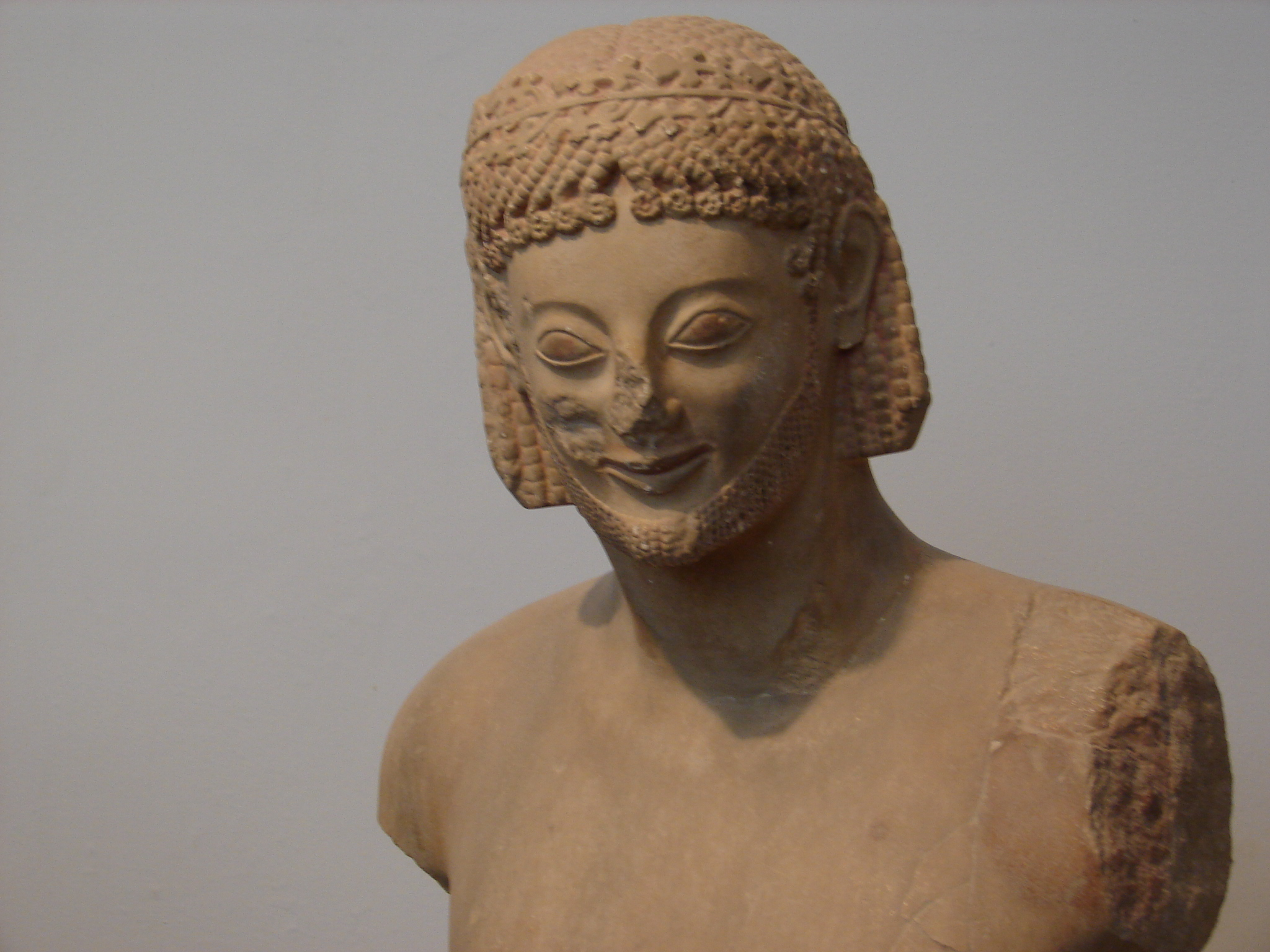
Голова куроса, Музей Афинского Акрополя

7 в. до н. э.— нач. 5. в. до н. э. Во время архаического периода сложились наиболее ранние формы древнегреческого искусства — скульптуры и вазописи, которые в более поздний классический период становятся более реалистичными. С поздним архаическим периодом связаны такие стили вазописи, как чернофигурная керамика, возникшая в Коринфе в 7 в. до н. э. В керамике постепенно появляются элементы, нехарактерные для архаического стиля и заимствованные из Древнего Египта — такие, как поза «левая нога вперёд», «архаическая улыбка», шаблонное стилизованное изображение волос — так называемые «волосы-шлем». В эпоху архаики формируются основные типы монументальной скульптуры — статуи обнажённого юноши-атлета (курос) и задрапированной девушки (кора).
Скульптуры изготавливаются из известняка и мрамора, терракоты, бронзы, дерева и редких металлов. Эти скульптуры — как отдельно стоящие, так и в виде рельефов — использовались для украшения храмов и в качестве надгробных памятников. Скульптуры изображают как сюжеты из мифологии, так и повседневную жизнь. Статуи в натуральную величину неожиданно появляются около 650 г. до н. э.

#### Классический период (5 в. до н. э. — сер. 4 в. до н. э.)
Более узкая датировка - (ок. 480–323 гг. до н.э.).
Почти все постройки в этом периоде — дорического стиля, сначала тяжёлого и малоизящного, но потом делающегося более лёгким, смелым и красивым. Из храмов этой эпохи, находившихся в самой Греции, можно указать на храм Геры в Олимпии, храм Зевса в Афинах. Дорический стиль, продолжая быть господствующим, делается легче в своих формах и смелее в их сочетании, ионический же стиль входит всё в большее и большее употребление, и, наконец, постепенно получает право гражданства и стиль коринфский. В собственной Греции храмы становятся более благородными и гармоничными как по общему своему характеру, так и по пропорциональности отдельных частей; в малоазийских колониях зодчие заботятся о роскоши материала, форм и украшений; вместо известкового камня и песчаника для построек употребляется мрамор, доступный более тонкой обработке и потому способствующий большей деликатности и изяществу орнаментировки.

#### Эллинизм
Можно выделить 3 периода эллинизма как целостной системы:
1) 334—281 гг. до н. э.— образование империи Александра Македонского и её распад в результате войн диадохов;
2) 280 г. до н. э.— середина II в. до н. э.— период зрелости эллинизма развивался в последнее столетие существования.
3) Середина II в. до н. э. — 30 г. до н. э. — период упадка эллинизма и его гибели.
Отмечают отход в III—II веках до н. э. от возвышенно-прекрасных образов греческой классики в сторону индивидуального и лирического. В эпоху эллинизма имела место множественность художественных направлений, одни из которых оказывались связанными с утверждением внутреннего покоя, другие — с «суровой любовью к року».

## Виды искусств

### Архитектура
Древнегреческая архитектура заложила основу европейской и служила примером для архитекторов всего мира.
В греческой архитектуре получили распространение три архитектурных ордера (стиля): дорический, ионический, коринфский.

### Скульптура
Древнегреческая скульптура — одно из высочайших достижений культуры античности, оставившее неизгладимый след в мировой истории. Зарождение греческой скульптуры можно отнести к эпохе гомеровской Греции (XII—VIII веков до н. э.). Уже в эпоху архаики, в VII—VI столетиях, были созданы замечательные статуи и ансамбли. Расцвет и высочайший подъём греческой скульптуры пришёлся на период ранней и высокой классики (V века до н. э). А IV век до н. э., уже период поздней классики — также оставил в истории несколько имён великих скульпторов, у каждого из которых был свой индивидуальный почерк. Скульптура этого периода предвещала те изменения, которые произошли с наступлением нового исторического периода — эллинизма.
См. также: Канон Поликлета.

### Живопись
Древнегреческая живопись ранее считалась почти совершенно утраченной и известной больше по восторженным отзывам о ней в античной литературе, по образцам вазописи на керамике или по римским копиям из Помпей, а также по римским мозаикам из кипрского Пафоса и с побережья Анатолии и даже по фаюмским портретам, - когда на рубеже веков была вскрыта царская македонская гробница около Вергины со сценами охоты и похищения Персефоны, датированных 336 г. до н.э. и ставших первыми подлинными древнегреческими живописными работами и сенсацией среди ценителей античного искусства. Эти работы приписываются даже другу Александра Великого живописцу Апеллесу, имя которого в древности было известно каждому культурному эллину или римлянину, и ставилось древними авторами вровень с именами великих скульпторов Фидия или Праксителя. Работы известных живописцев были прославлены и баснословно дороги, составив львиную долю добычи римлян при разграблении Афин или Коринфа вo II-I веках до н.э. Так, прославленная картина - плод художественного соревнования работы Апеллеса и Протагена Родосского в виде нескольких линий и баснословной ценности, - согласно Плинию принадлежала самому Цезарю, а картина Апеллеса «Афродита Анадиомена» - императору Августу. Живописным работам на тот момент было больше трёхсот лет.
Начало классического периода в развитии древнегреческой живописи обычно связывают с именем Полигнота, расписавшего вместе с Миконом в 470-450 гг. до н.э. Пеструю или Расписную стою на Афинской агоре или выставившего в ней свои картины на деревянных панелях по тематике троянской войны и битвы при Марафоне. За что Полигнот был удостоен больших почестей и наград от афинского государства, в том числе гражданства и ежедневных обедов в Пританее. Современники отмечали классическую ритмичность композиции, совершенство и благородство форм и выразительность образов мастера, несмотря на отсутствие перспективы и объемности композиции, что в той или иной степени было присуще всей тогдашней живописи.
Живопись составляла существенную часть украшения античных храмов, часто покрывая их стены не только изнутри, но и снаружи по стенам целлы. Так, Полигнот участвовал в росписи ряда храмов в Афинах и Дельфах.
К классическому или раннеэллинистическому периоду принадлежали художники Протоген Родосский, Памфил, Евпомп, Павзий, Мелантий и другие. Известны ионическая, сикионская, родосская, афинская и другие школы живописи.
Согласно Плинию, Апеллес среди качеств живописи выделял "харизму", то есть умение воодушевлять зрителя изображением, чему следовали и другие художники. К сохранившимся копиям работ живописца относят найденную в Помпеях монументальную фреску битвы Александра Великого с Дарием, обладающую несомненными достоинствами передачи "жаркого" момента сражения, отваги и горячности Александра и ужаса увидевшего его Дария, а также композиционным и пространственным воплощением всей картины сражения.
К числу древнегреческих художественных изображений также относят фрагмент росписи с лицом юноши из севастопольского музея Херсонеса Таврического, а также ряд слабо сохранившихся художественных фрагментов той эпохи в других странах Средиземноморья. Вазопись на сосудах позднеархаической и классической поры также поражает своим художественным совершенством и содержанием.
К технической стороне древнегреческой живописи принадлежит ряд способов нанесения изображения, получения и использования красок и подготовки основы для работы. Различают энкаустику, фреску, мозаику, рисунки белилами и углем и ряд других способов изображения на дереве, полах и стенах строений. Начало росписи стен помещений в частных домах приписывают афинскому политику Алкивиаду в 430-420-е гг. до н.э., тогда как до этого стены жилых помещений из необожженного кирпича только белили и наносили на них отдельные цветные линии.

### Декоративно-прикладное искусство Древней Греции

#### Вазопись
Древние греки расписывали любые виды глиняной посуды, использовавшейся для хранения, приёма пищи, в обрядах и праздниках. Произведения керамики, оформленные особо тщательно, приносили в дар храмам или вкладывали в захоронения. Прошедшие сильный обжиг, стойкие к воздействиям окружающей среды керамические сосуды и их фрагменты сохранились десятками тысяч, поэтому древнегреческая вазопись незаменима при установлении возраста археологических находок.

#### Костюм
Эллинское представление о прекрасном в полной мере воплотилось в костюме. Его гармония определялась симметрией и подчинением естественным линиям человеческого тела.
На протяжении веков греческий костюм неоднократно менялся — от простых одежд архаического периода до сложных изысканных нарядов эпохи эллинизма. Но главное в нём оставалось неизменным: одежда никогда не кроилась и почти не сшивалась. Красоту и «фасон» ей придавала драпировка, в которой жители Эллады за долгие века достигли исключительного мастерства. Складки то эффектно подчёркивали формы тела, то скрывали его недостатки. Для сохранения драпировок в края полотнищ вшивали маленькие свинцовые грузики, нередко замаскированные сверху кисточками.

### Театр
В Греции театр был одним из факторов общественного развития, распространяя в народе религиозные и социально-этические понятия и объединяя тем самым разнообразные слои населения городов и деревень. Для греческого театра поэтами были созданы образцы драмы, имевшие влияние на драму римскую и новоевропейскую. Некоторые из этих образцов удержались, с незначительными переменами, в репертуаре новых театров и до сих пор появляются на сцене в подлинном их виде или в точных переводах на новые языки.

### Музыка
Древнегреческая музыка (наряду с поэзией) оказала большое влияние на развитие европейской профессиональной музыкальной культуры и музыкальной науки. Из греческого произошло само слово «музыка». Музыка как предмет образования и воспитания и как составляющая общественной жизни играла огромную роль. Музыка, по Аристотелю («Политика»), — один из четырёх основных предметов античного образования, наряду с грамматикой, гимнастикой и рисованием. Платон вспоминает изречение Сократа о том, что нельзя что-либо изменить в музыке без изменений в государственном устройстве и человеческой жизни.

## Памятники

### Материальные свидетельства
- Археологические памятники
- Римские копии